# نظر أباد
نظر أباد (بالفارسية: نظرآباد) هي مدينة تقع في إيران في قسم. يقدر عدد سكانها بـ 97,684 نسمة .